# Anatoli Fistulari
Anatoli Fistulari (meist in der französischen Transliteration Anatole Fistoulari; * 20. August 1907 in Kiew, Russisches Kaiserreich, heute Ukraine; † 21. August 1995 in London) war ein klassischer Dirigent.
Der Sohn des Dirigenten Gregor Fistulari, der noch bei Nikolai Rimski-Korsakow und Anton Rubinstein studiert hatte, lernte bei seinem Vater und gab selbst sein Orchesterdebüt mit dem Alter von sieben Jahren mit Tschaikowskis Pathetique an. Nach der Russischen Revolution zog er 1921 zunächst nach Deutschland und 1924 nach Frankreich, worauf die französische Transliteration des Namens zurückzuführen ist. 1933 wurde Fistulari Dirigent für Schaljapins Grand Opéra Russe in Paris. 1938 wechselte er zu Léonide Massines Ballets Russes, mit denen er Tourneen durch Europa und Amerika absolvierte. In der Saison 1943/44 war er Chefdirigent des London Philharmonic Orchestra, ein Kontrakt, der mit 120 Konzerten für einen jungen Dirigenten kaum zu erfüllen war und nicht erneuert wurde. 1954 wurde er erneut Ballett-Dirigent, beim Royal Ballet. Fistulari nahm 1948 auch die britische Staatsbürgerschaft an.
Er war in erster von zwei Ehen mit Anna Mahler verheiratet, mit der er die Tochter Marina hatte.
Fistulari hat in den 1940er bis frühen 1970er Jahren zahlreiche Schallplattenaufnahmen gemacht, insbesondere von Balletten, zum Beispiel Schwanensee (dreimal), Dornröschen, Gajaneh, Giselle oder Sylvia. Auch als Begleiter in Solokonzerten war Fistulari aufgrund seiner Flexibilität gefragt, zum Beispiel von Earl Wild (1. Tschaikowski-Klavierkonzert), Vladimir Ashkenazy (3. Rachmaninow-Klavierkonzert), Shura Cherkassky (1. Liszt-Klavierkonzert), Wilhelm Kempff (Liszt-Klavierkonzerte), Julius Katchen (2. Rachmaninow-Klavierkonzert), Clifford Curzon (Grieg-Klavierkonzert), Nathan Milstein (Brahms-Violinkonzert) oder Ruggiero Ricci (Chatschaturjan-Violinkonzert).